# Дона Тарт
Дона Тарт (на английски: Donna Tartt) е американска есеистка, критичка и писателка на бестселъри в жанра съвременен роман и трилър, представителка на неоромантизма.

## Биография и творчество
Дона Тарт е родена на 23 декември 1963 г. в Грийнууд, Мисисипи, САЩ, в семейството на Дон, местен политик, и Тейлър Тарт. Отраства в Гренада, Мисисипи, при по-възрастните членове на фамилията. От малка боледува често, има малко приятели и чете много книги. На петгодишна възраст пише първото си стихотворение, а на 13 г. е първата ѝ публикация на стихотворение в литературно списание.
През 1981 г. постъпва в Университета на Мисисипи. Докато е първокурсничка привлича с таланта си вниманието на писателя Уили Морис, който заедно с писателя Бари Хана, ѝ предлагат да се прехвърли в колежа „Бенингтън“, който тя завършва през 1986 г. Там среща бъдещите си колеги Брет Истън Елис, Джил Айзенщат, Джонатан Литъм, с които учи класическа литература при писателя Клод Фредерикс.
През 1992 г. е издаден първият ѝ роман „Тайната история“. Главният герой е младият Ричард, постъпил в колежа Хампдън, изпълнен с надежди и амбиции. Там е приет в елитарната група на петима студенти, изучаващи класическата древност – четири момчета и едно момиче, които произхождат от богати семейства. Връзката на групата има своята цена – тайната, която ги свързва. Книгата става веднага бестселър и един от най-запомнящите се колежански романи на всички времена. Публикувана е на 24 езика.
През 2002 г. е издадена книгата ѝ „The Little Friend“ (Малкият приятел), криминална загадка, чието действие се развива в САЩ в средата на 20 век. За нея е удостоена с наградата „WH Smith“ през 2003 г.
През 2011 г. е публикуват третият ѝ роман „Щиглецът“. Главният герой загубва майка си в бомбен атентат в музея „Метрополитън“. Той отраства между Ню Йорк и Лас Вегас, като има бурен живот – нещастна любов, дрога, преследване, предателства от приятели. Животът му обаче се оказва свързан с изчезналата картина на холандския художник Карел Фабрициус „Щиглецът“, която е „липсващото звено“ между Рембранд и Вермеер. Книгата става международен бестселър и е удостоена с наградата „Пулицър“ за художествена литература за 2014 г. За нея писателката е включена в престижната класация на списание „Тайм“ за 100-те най-влиятелни личности в света за годината.
Произведенията на писателката имат общи теми – за социална класа и социалното неравенство, чувството за вина, и естетическата красота. Те са написани в готически стил близък до романтизма от 19 век.

## Произведения

### Самостоятелни романи
- The Secret History (1992)
Тайната история, изд.: Еднорог, София (2006), прев. Стефан Аврамов
- The Little Friend (2002) – награда „WH Smith“
Малкият приятел, изд.: Еднорог, София (2015), прев. Стефан Аврамов
- The Goldfinch (2011) – награда „Пулицър“
Щиглецът, изд.: Еднорог, София (2014), прев. Боряна Джанабетска, 960 стр.

### Разкази
- A Christmas Pageant (1993)
- A Garter Snake (1995)

### Документалистика
- Sleepytown: A Southern Gothic Childhood, with Codeine (1992)
- Basketball Season (1993)
- Team Spirit: Memories of Being a Freshman Cheerleader for the Basketball Team (1994)